# Bosnie-Herzégovine au Concours Eurovision de la chanson
La Bosnie-Herzégovine participe au Concours Eurovision de la chanson, depuis sa trente-huitième édition, en 1993, et ne l’a encore jamais remporté.

## Débuts
Le pays fit donc ses débuts en 1993. Cette année-là, à la suite de la chute du Rideau de fer et de la dislocation de la Yougoslavie, le nombre de pays désireux de participer au concours crût fortement. L’UER élargit le nombre maximum de pays participants, le faisant passer de vingt-trois à vingt-cinq. Mais seuls les vingt-deux pays ayant participé à l’édition 1992 du concours obtinrent d’emblée une place en finale.  L’UER décida que les trois dernières places seraient attribuées via une présélection, qui serait organisée par la télévision publique slovène : Kvalifikacija za Millstreet.
Kvalifikacija za Millstreet (en français : Qualification pour Millstreet) détient la particularité d’avoir été la toute première présélection de l’histoire du concours. Elle se déroula le samedi 3 avril 1993, à Ljubljana, en Slovénie, et se conclut par la qualification de la Bosnie-Herzégovine, de la Croatie et de la Slovénie.
Les débuts de la Bosnie-Herzégovine suscitèrent l’intérêt des médias, ainsi qu’un vif courant de sympathie envers la délégation bosnienne. Le pays était en effet au beau milieu d’une guerre sanglante. Au moment du concours, le territoire bosnien était en grande partie occupé et sa capitale, Sarajevo, encerclée par l’armée serbe qui en faisait le siège. La délégation bosnienne eut d’ailleurs les plus grandes peines à quitter le pays. Elle dut ainsi courir sur le tarmac de l’aéroport de Sarajevo, pour échapper aux balles des tireurs embusqués. Le chef d’orchestre bosnien dut pour cette raison renoncer à embarquer et vit l’avion partir sans lui.

## Participation
Depuis 1993, la Bosnie-Herzégovine a manqué douze éditions du concours : en 1998, 2000, 2013 , 2014, 2015, 2017, 2018, 2019, 2021, 2022, 2023, 2024 et 2025. 
En 1998 et en 2000, le pays fut relégué, à la suite des résultats obtenus l’année précédente. En 2013, et depuis 2017, le pays se retira pour des raisons financières.
Depuis l'instauration des demi-finales, en 2004, la Bosnie-Herzégovine n’a manqué qu'une seule finale du concours, en 2016.

## Résultats
La Bosnie-Herzégovine n'a encore jamais remporté le concours. 
Le meilleur classement du pays en finale demeure jusqu'à présent la troisième place de Hari Mata Hari en 2006. En demi-finale, la Bosnie-Herzégovine a terminé à une reprise, à la deuxième place en 2006, et à la troisième place en 2009.
Le pays n’a jamais terminé à la dernière place, ni obtenu de nul point. 

## Pays hôte
La Bosnie-Herzégovine n'a encore jamais organisé le concours.

## Faits notables
En 1999, c’était le groupe Hari Mata Hari qui avait remporté la finale bosnienne avec la chanson Starac I More. Mais ce morceau avait été déjà publié, en Finlande, sous un autre titre. Il fut donc disqualifié et c’est Putnici, interprété par Dino et Béatrice, qui représenta la Bosnie-Herzégovine au concours.

## Représentants
| Édition                 | Année | Artiste(s)                           | Chanson               | Langue(s)           | Traduction française      | Finale              | Finale              | Demi-finale | Demi-finale |
| Édition                 | Année | Artiste(s)                           | Chanson               | Langue(s)           | Traduction française      | Place               | Points              | Place       | Points      |
| ----------------------- | ----- | ------------------------------------ | --------------------- | ------------------- | ------------------------- | ------------------- | ------------------- | ----------- | ----------- |
| 38e                     | 1993  | Fazla                                | Sva bol svijeta       | Bosnien             | Toute la douleur du monde | 16                  | 27                  |             |             |
| 39e                     | 1994  | Alma & Dejan                         | Ostani kraj mene      | Bosnien             | Reste près de moi         | 15                  | 39                  |             |             |
| 40e                     | 1995  | Davorin Popović                      | Dvadeset i prvi vijek | Bosnien             | Le 21e siècle             | 19                  | 14                  |             |             |
| 41e                     | 1996  | Amila Glamočak                       | Za našu ljubav        | Bosnien             | Pour notre amour          | 22                  | 13                  |             |             |
| 42e                     | 1997  | Alma                                 | Goodbye               | Bosnien             | Au revoir                 | 18                  | 22                  |             |             |
| 43e                     | 1998  | Relégation en 1998.                  | Relégation en 1998.   | Relégation en 1998. | Relégation en 1998.       | Relégation en 1998. | Relégation en 1998. |             |             |
| 44e                     | 1999  | Dino & Béatrice                      | Putnici               | Bosnien, français   | Voyageurs                 | 07                  | 86                  |             |             |
| 45e                     | 2000  | Relégation en 2000.                  | Relégation en 2000.   | Relégation en 2000. | Relégation en 2000.       | Relégation en 2000. | Relégation en 2000. |             |             |
| 46e                     | 2001  | Nino Pršeš                           | Hano                  | Bosnien, anglais    | Hannah                    | 14                  | 29                  |             |             |
| 47e                     | 2002  | Maja Tatić                           | Na jastuku za dvoje   | Bosnien, anglais    | Sur un oreiller pour deux | 13                  | 33                  |             |             |
| 48e                     | 2003  | Mija Martina                         | Ne brini              | Bosnien, anglais    | Ne t'inquiètes pas        | 16                  | 27                  |             |             |
| 49e                     | 2004  | Deen                                 | In the Disco          | Anglais             | Dans la discothèque       | 09                  | 91                  | 07          | 133         |
| 50e                     | 2005  | Feminnem                             | Call Me               | Anglais             | Appelle-moi               | 14                  | 79                  |             |             |
| 51e                     | 2006  | Hari Mata Hari                       | Lejla                 | Bosnien             | Leila                     | 03                  | 229                 | 02          | 267         |
| 52e                     | 2007  | Marija Šestić                        | Rijeka bez imena      | Bosnien             | Rivière sans nom          | 11                  | 106                 |             |             |
| 53e                     | 2008  | Elvir Laković                        | Pokušaj               | Bosnien             | Essaie                    | 10                  | 110                 | 09          | 72          |
| 54e                     | 2009  | Regina                               | Bistra voda           | Bosnien             | Eau claire                | 09                  | 106                 | 03          | 125         |
| 55e                     | 2010  | Vukašin Brajić                       | Thunder and Lightning | Anglais             | Le tonnerre et la foudre  | 17                  | 51                  | 08          | 59          |
| 56e                     | 2011  | Dino Merlin                          | Love in Rewind        | Anglais, bosnien    | L'amour en retour         | 06                  | 125                 | 05          | 109         |
| 57e                     | 2012  | Maya Sar                             | Korake ti znam        | Bosnien             | Je connais tes pas        | 18                  | 55                  | 06          | 77          |
| Retrait de 2013 à 2015. |       |                                      |                       |                     |                           |                     |                     |             |             |
| 61e                     | 2016  | Deen & Dalal feat. Ana Rucner & Jala | Ljubav je             | Bosnien             | L'amour est               |                     |                     | 11          | 104         |
| Retrait depuis 2017.    |       |                                      |                       |                     |                           |                     |                     |             |             |

- Première place
- Deuxième place
- Troisième place
- Dernière place

 Qualification automatique en finale
 Élimination en demi-finale

## Galerie

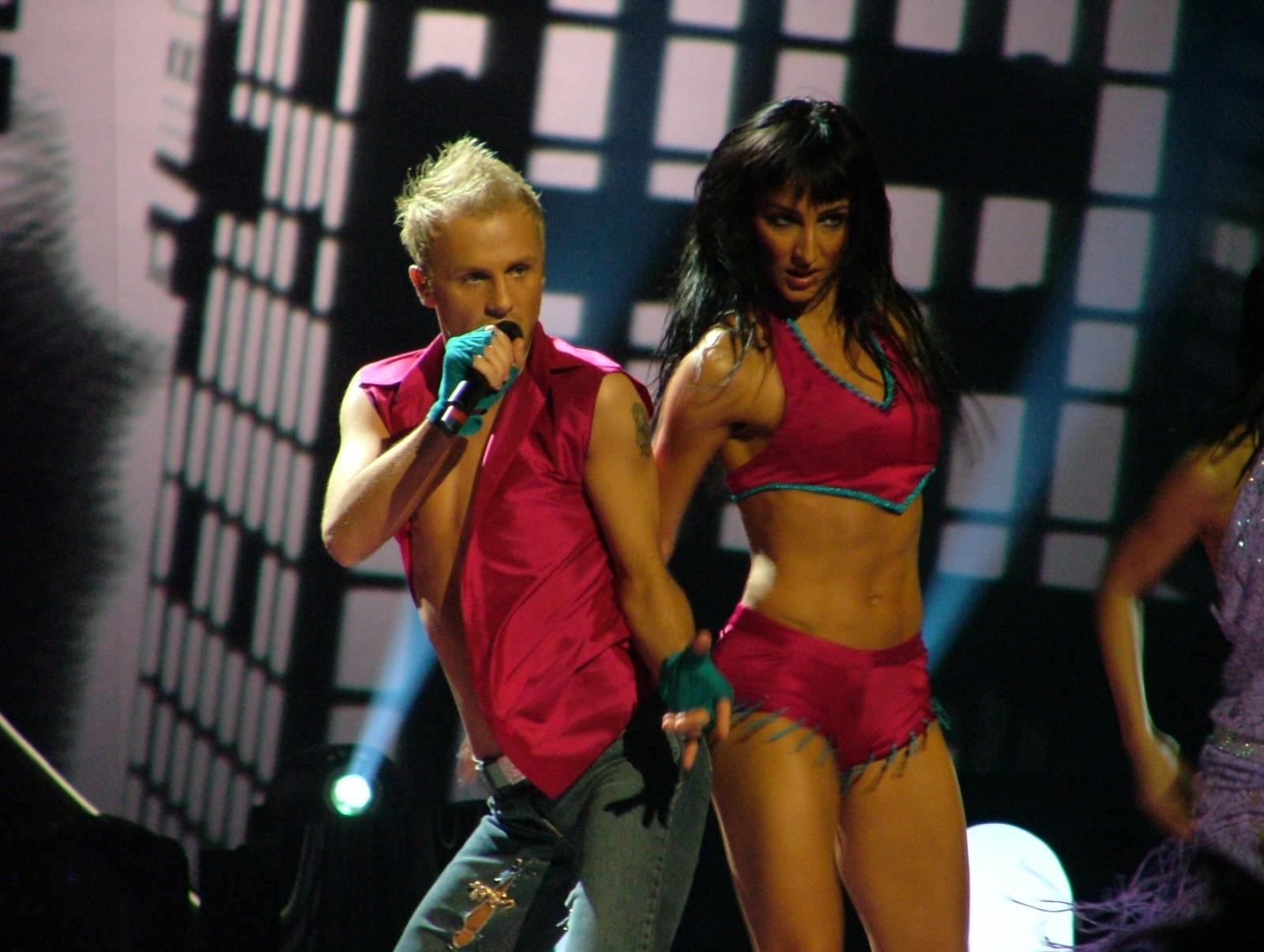
Deen à Istanbul (2004)
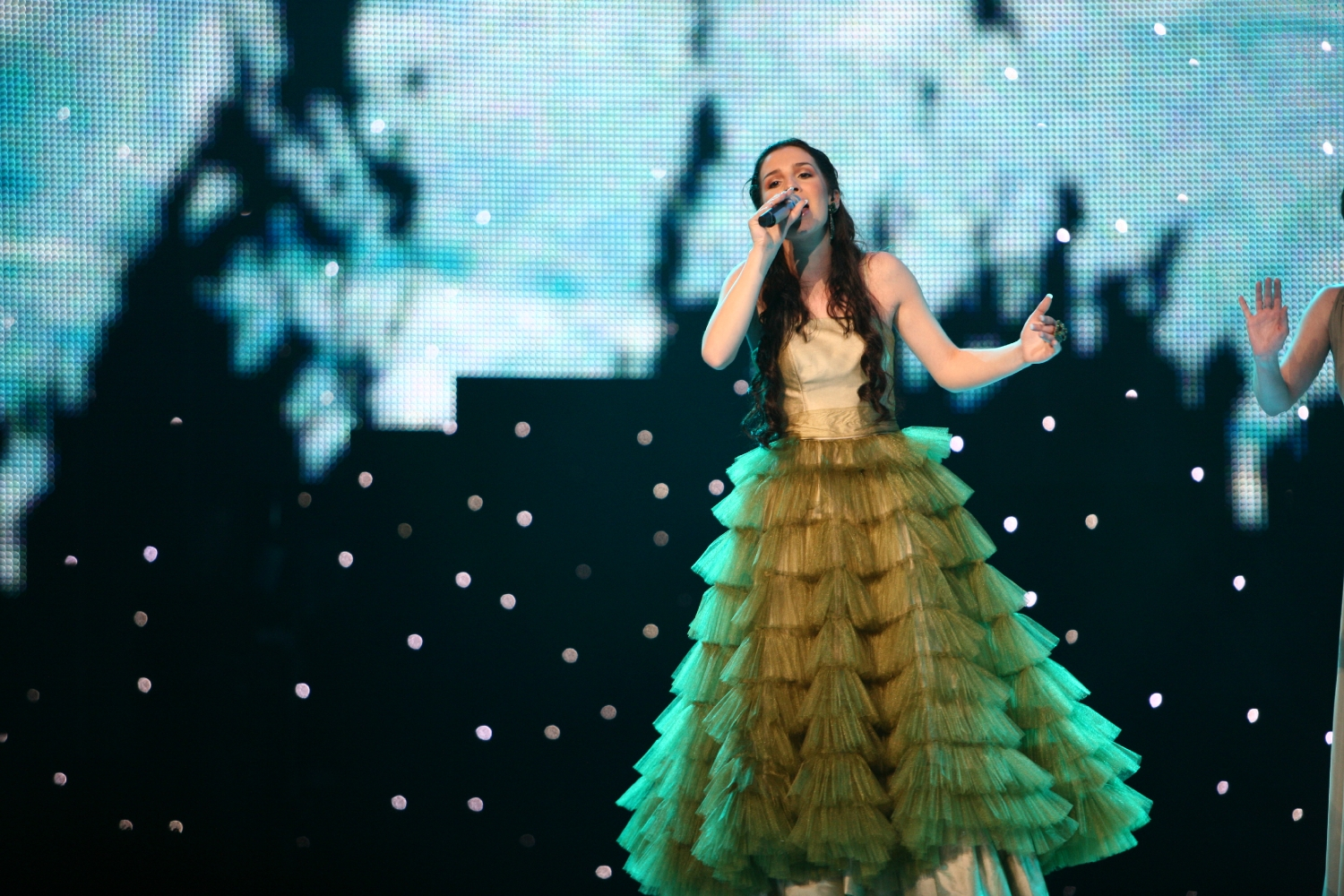
Marija Šestić à Helsinki (2007)
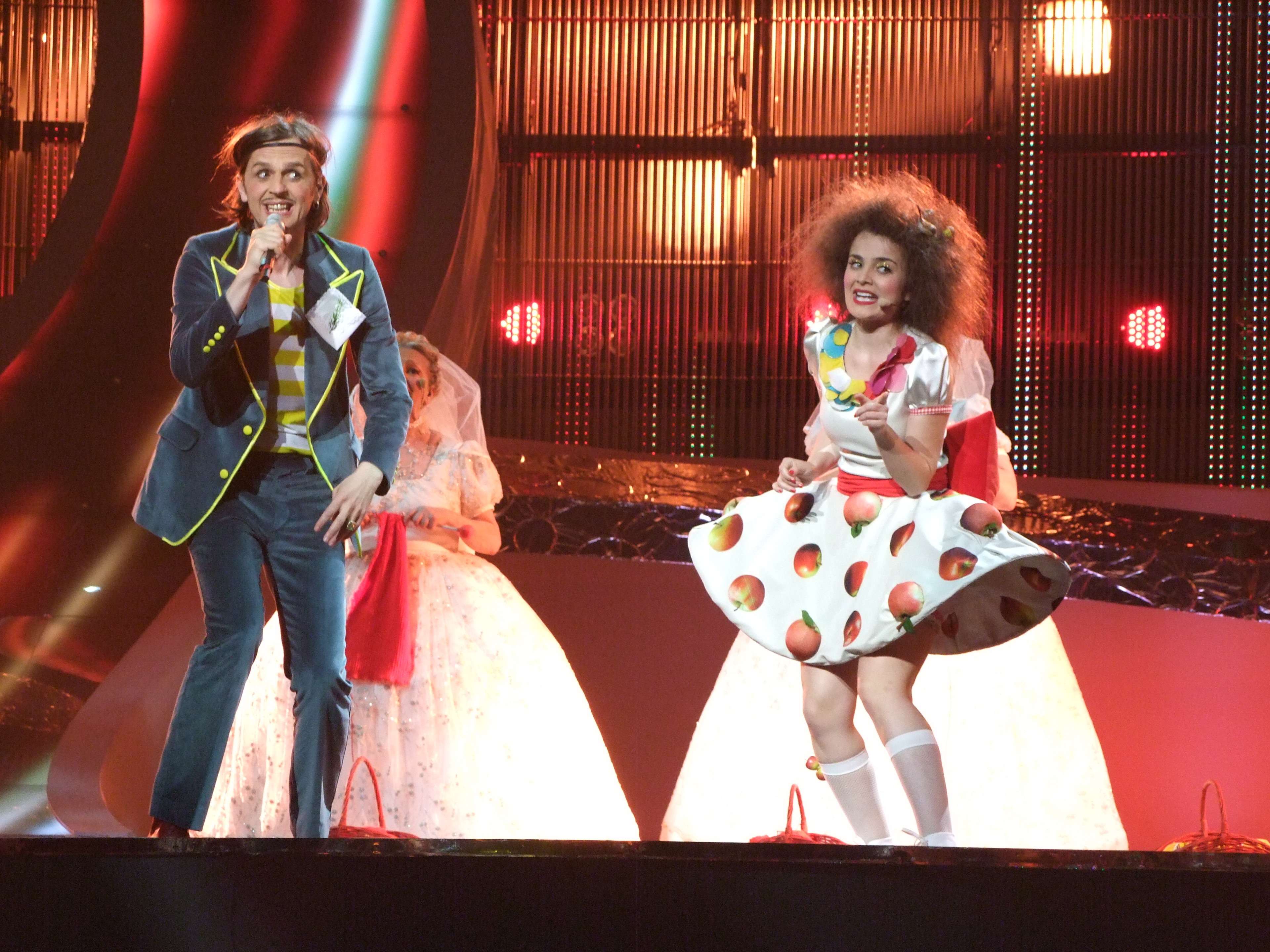
Laka à Belgrade (2008)
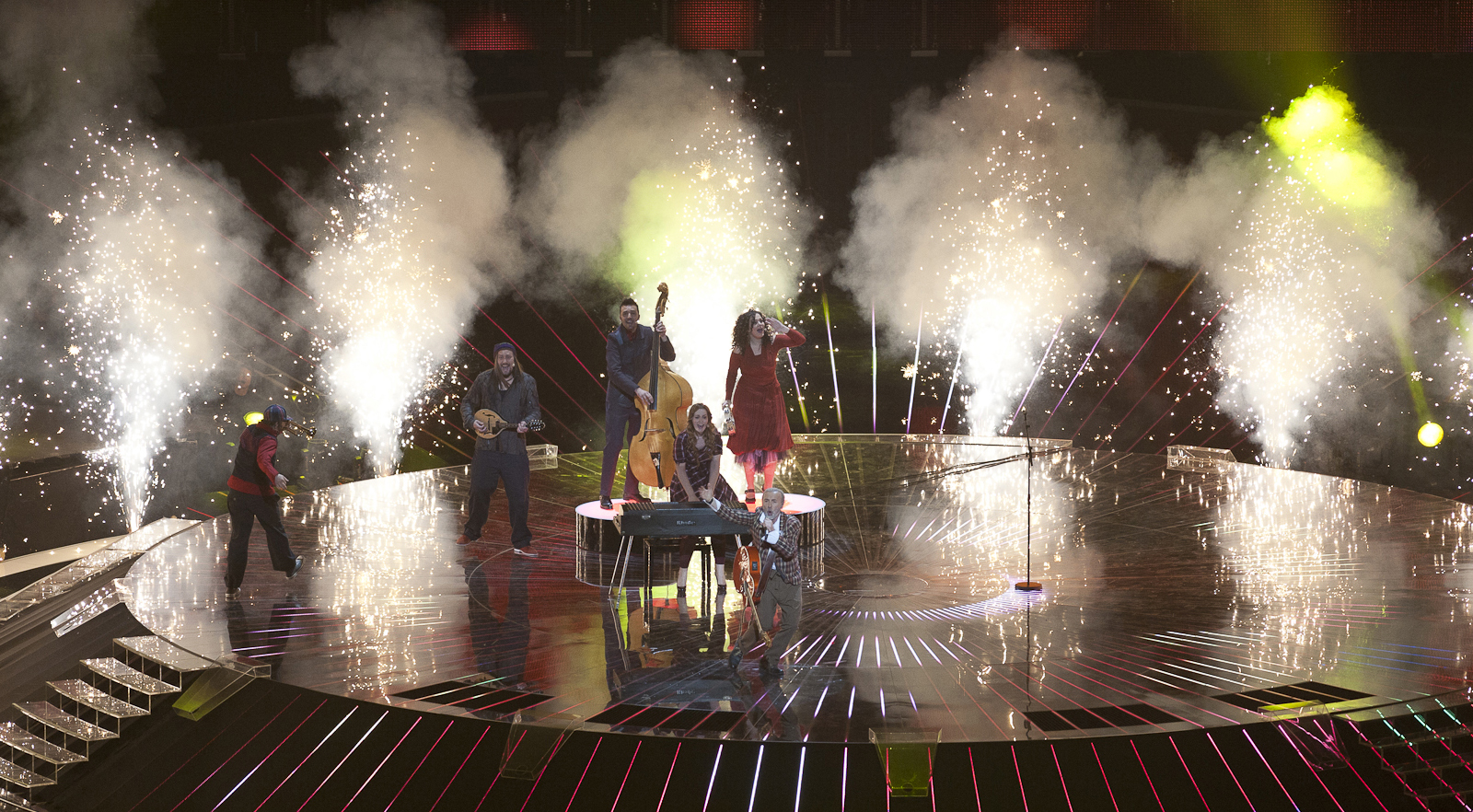
Dino Merlin à Düsseldorf (2011)
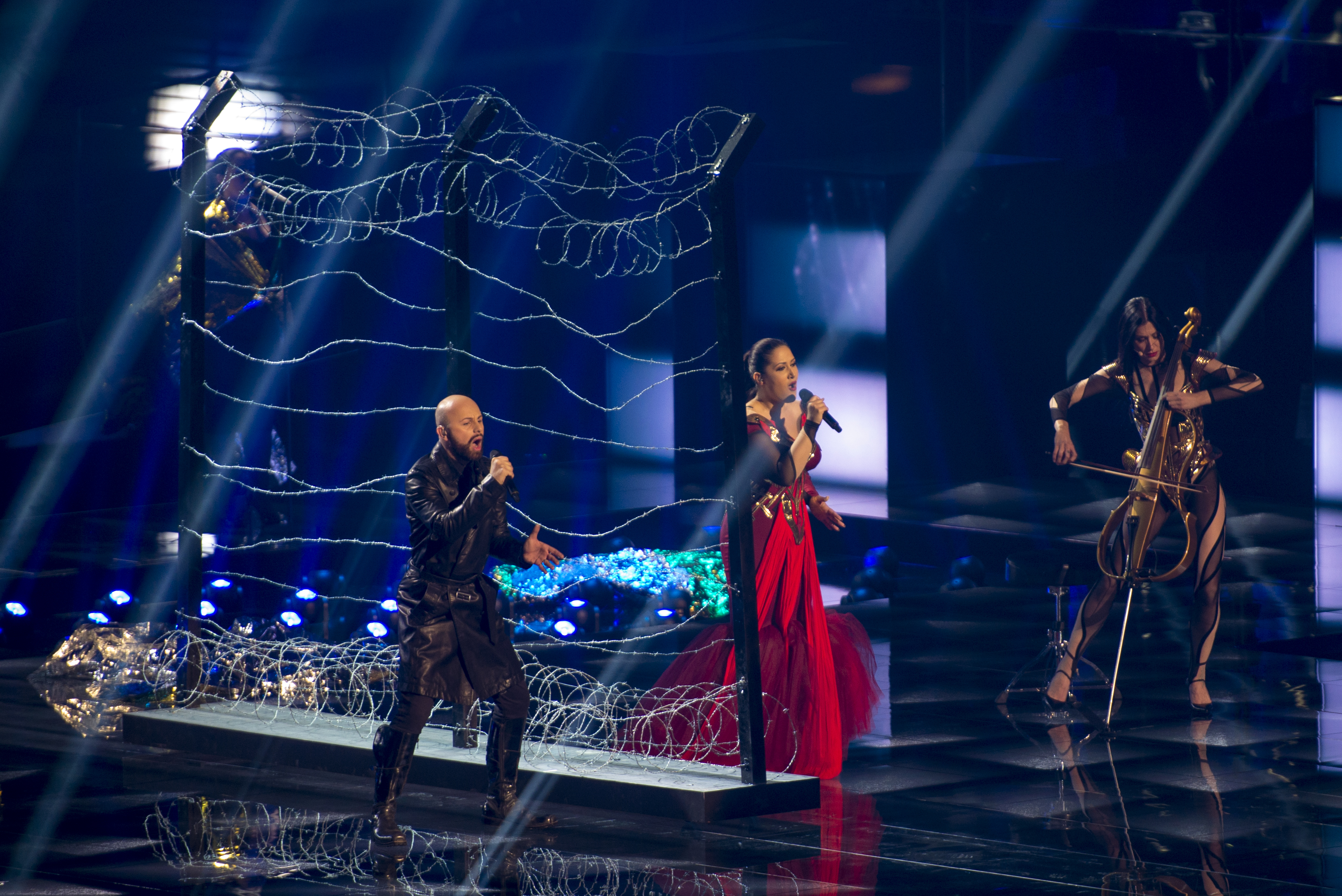
Dalal & Deen feat. Ana Rucner & Jala à Stockholm (2016)

## Chefs d'orchestre, commentateurs et porte-paroles
| Année | Chef d'orchestre | Commentateur(s)       | Porte-parole          |
| ----- | ---------------- | --------------------- | --------------------- |
| 1993  | Noel Kelehan     | Ismeta Dervoz-Krvavac | Senad Hadžifejzović   |
| 1994  | Sinan Alimanović | Ismeta Dervoz-Krvavac | Diana Grković-Foretić |
| 1995  | Sinan Alimanović | Ismeta Dervoz-Krvavac | Diana Grković-Foretić |
| 1996  | Sinan Alimanović | Suad Bejtović         | Segmedina Srna        |
| 1997  | Sinan Alimanović | Diana Grković-Foretić | Segmedina Srna        |
| 1998  | -                | Ismeta Dervoz-Krvavac | relégation            |
| 1999  | -                | Ismeta Dervoz-Krvavac | Segmedina Srna        |
| 2000  | -                | Ismeta Dervoz-Krvavac | relégation            |
| 2001  | -                | Ismeta Dervoz-Krvavac | Segmedina Srna        |
| 2002  | -                | Ismeta Dervoz-Krvavac | Segmedina Srna        |
| 2003  | -                | Dejan Kukrić          | Ana Vilenica          |
| 2004  | -                | Dejan Kukrić          | Mija Martina          |
| 2005  | -                | Dejan Kukrić          | Ana Mirjana Račanović |
| 2006  | -                | Dejan Kukrić          | Vesna Andree-Zaimović |
| 2007  | -                | Dejan Kukrić          | Vesna Andree-Zaimović |
| 2008  | -                | Dejan Kukrić          | Melina Garibović      |
| 2009  | -                | Dejan Kukrić          | Elvir Laković         |
| 2010  | -                | Dejan Kukrić          | Ivana Vidmar          |
| 2011  | -                | Dejan Kukrić          | Ivana Vidmar          |
| 2012  | -                | Dejan Kukrić          | Elvir Laković         |
| 2013  | -                | Dejan Kukrić          | retrait               |
| 2014  | -                | retrait               | retrait               |
| 2015  | -                | retrait               | retrait               |
| 2016  | -                | Dejan Kukrić          | Ivana Crnogorac       |
| 2017  | -                |                       | retrait               |

## Historique de vote
Depuis 1993, la Bosnie-Herzégovine a attribué en finale le plus de points à :
| Rang | Pays      | Points |
| ---- | --------- | ------ |
| 1    | Croatie   | 115    |
| 2    | Turquie   | 95     |
| 3    | Serbie    | 76     |
| 4    | Slovénie  | 61     |
| 5    | France    | 59     |
| 6    | Suède     | 52     |
| 7    | Malte     | 46     |
| 8    | Irlande   | 45     |
| 9    | Macédoine | 43     |
| 10   | Grèce     | 42     |

Depuis 1993, la Bosnie-Herzégovine a reçu en finale le plus de points de la part de :
| Rang | Pays      | Points |
| ---- | --------- | ------ |
| 1    | Croatie   | 144    |
| 2    | Turquie   | 129    |
| 3    | Slovénie  | 100    |
| 4    | Autriche  | 74     |
| =    | Suède     | 74     |
| 6    | Macédoine | 66     |
| 7    | Serbie    | 61     |
| 8    | Suisse    | 56     |
| 9    | Norvège   | 52     |
| 10   | Danemark  | 49     |

### 12 Points
Légende
 Vainqueur - La Bosnie-Herzégovine a donné 12 points à la chanson victorieuse / La Bosnie-Herzégovine a reçu 12 points et a gagné le concours
 2e place - La Bosnie-Herzégovine a donné 12 points à la chanson arrivée à la seconde place / La Bosnie-Herzégovine a reçu 12 points et est arrivée deuxième
 3e place - La Bosnie-Herzégovine a donné 12 points à la chanson arrivée à la troisième place / La Bosnie-Herzégovine a reçu 12 points et est arrivée troisième
 Qualifiée - La Bosnie-Herzégovine a donné 12 points à une chanson parvenue à se qualifier pour la finale / La Bosnie-Herzégovine a reçu 12 points et s'est qualifiée pour la finale
 Non-qualifiée - La Bosnie-Herzégovine a donné 12 points à une chanson éliminée durant les demi-finales / La Bosnie-Herzégovine a reçu 12 points mais n'est pas parvenue à se qualifier pour la finale
| Année         | Attribués            | Attribués            | Reçus                                                                         | Reçus                                                                                 |
| Année         | Finale               | Demi-Finale          | Finale                                                                        | Demi-Finale                                                                           |
| 1993          | Autriche             | Pas de demi-finales  | Turquie                                                                       | Pas de demi-finales                                                                   |
| 1994          | Malte                | Pas de demi-finales  | Aucun                                                                         | Pas de demi-finales                                                                   |
| 1995          | Malte                | Pas de demi-finales  | Aucun                                                                         | Pas de demi-finales                                                                   |
| 1996          | Irlande              | Pas de demi-finales  | Aucun                                                                         | Pas de demi-finales                                                                   |
| 1997          | Turquie              | Pas de demi-finales  | Aucun                                                                         | Pas de demi-finales                                                                   |
| 1999          | Suède                | Pas de demi-finales  | Autriche                                                                      | Pas de demi-finales                                                                   |
| 2001          | France               | Pas de demi-finales  | Aucun                                                                         | Pas de demi-finales                                                                   |
| 2002          | Suède                | Pas de demi-finales  | Aucun                                                                         | Pas de demi-finales                                                                   |
| 2003          | Turquie              | Pas de demi-finales  | Turquie                                                                       | Pas de demi-finales                                                                   |
| 2004          | Serbie-et-Monténégro | Serbie-et-Monténégro | Aucun                                                                         | Danemark Norvège                                                                      |
| 2005          | Croatie              | Croatie              | Aucun                                                                         | Qualifiée d'office                                                                    |
| 2006          | Croatie              | Turquie              | Albanie Croatie Macédoine Monaco Serbie-et-Monténégro Slovénie Suisse Turquie | Croatie Finlande Monaco Norvège Roumanie Serbie-et-Monténégro Slovénie Suisse Turquie |
| 2007          | Serbie               | Serbie               | Aucun                                                                         | Qualifiée d'office                                                                    |
| 2008          | Serbie               | Monténégro           | Croatie Serbie                                                                | Monténégro Norvège Slovénie                                                           |
| 2009          | Croatie              | Turquie              | Croatie Monténégro Serbie                                                     | Monténégro Turquie                                                                    |
| 2010          | Serbie               | Serbie               | Serbie                                                                        | Serbie                                                                                |
| 2011          | Slovénie             | Slovénie             | Autriche Macédoine Serbie Slovénie Suisse                                     | Autriche Macédoine Slovaquie Slovénie                                                 |
| 2012          | Macédoine            | Croatie              | Aucun                                                                         | Croatie Turquie                                                                       |
| 2016 Jury     | Ukraine              | Tchéquie             | Non qualifiée                                                                 | Aucun                                                                                 |
| 2016 Télévote | Serbie               | Croatie              | Non qualifiée                                                                 | Autriche Croatie Monténégro Suède                                                     |